# Калуђеровић
Калуђеровић је српско и црногорско презиме, настало од речи калуђер. Може се односити на следеће особе:
- Андрија Калуђеровић (1987), српски професионални фудбалер
- Жељко Калуђеровић (1964), пензионисани црногорски голман